# Ponce
Ponce (oficialmente, Municipio Autónomo de Ponce) es una ciudad y municipio situado en la costa sur del Estado Libre Asociado de  Puerto Rico. Con una población estimada de 132 138 habitantes para mediados de 2022, es el municipio de mayor población de Puerto Rico fuera del Área metropolitana de San Juan. La ciudad fue fundada el 12 de agosto de 1692 y fue bautizada con el nombre de Juan Ponce de León y Loayza, bisnieto del conquistador Juan Ponce de León. A la localidad se la conoce también como «La Perla del Sur», «Ciudad Señorial», «Ciudad de las Quenepas», «Ciudad de los Leones» y «Ciudad Ideal».
La ciudad es sede la sede de las agencias del municipio autónomo del mismo nombre. De igual manera, sirve como sede regional de diferentes agencias estatales y federales. Adicionalmente, Ponce sirve como la ciudad principal del Área metropolitana de Ponce.
La ciudad mezcla estilos arquitectónicos tal como el Neoclásico Isabelino y el Criollo Ponceño y alberga el Museo de Arte de Ponce, un moderno museo de arte de estatura internacional, entre otros atractivos.

## Historia

### Etapa precolombina
Cuando los primeros conquistadores llegaron a la región sureña la encontraron habitada por gentes a quienes ellos llamaron indios taínos. Esta población taína observaba una sencilla organización política que estaba distribuida en cacicazgos. Hasta el momento se estima que la región del actual municipio de Ponce pertenecía al cacicazgo de Guaynía, aunque estudios recientes arrojan luz sobre la posibilidad de que perteneciera al de Jayuya.

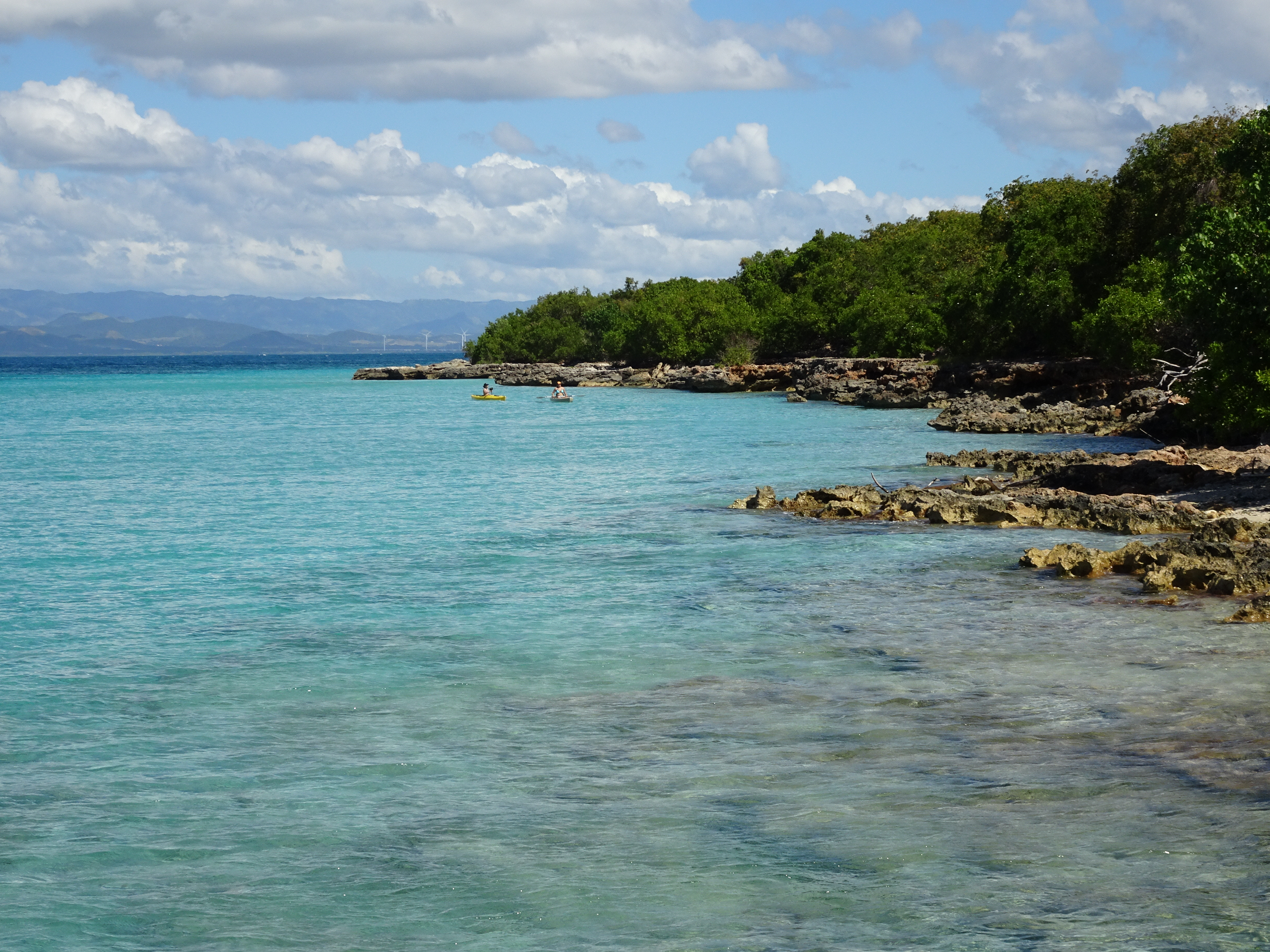
Isla Caja de Muertos

No obstante esto, los taínos no fueron el único pueblo precolombino que se asentó en la región. Antes de este hubo otros cuyas huellas han quedado evidentes en los lugares arqueológicos que abundan en el territorio del hoy municipio de Ponce. Estos pueblos o culturas son: los arcaicos, los igneri y los pre-taínos, antecesores inmediatos de los taínos.  Además del orden cronológico en que hicieron su aparición en la isla, estos pueblos se diferenciaron de los taínos por sus costumbres y su nivel de desarrollo. Más de 500 años son los que ostenta la legendaria Ceiba a orillas del río Portugués, que, según la tradición popular, fue uno de los lugares donde se asentaron las primeras familias españolas que llegaron a la región.

### Colonización española

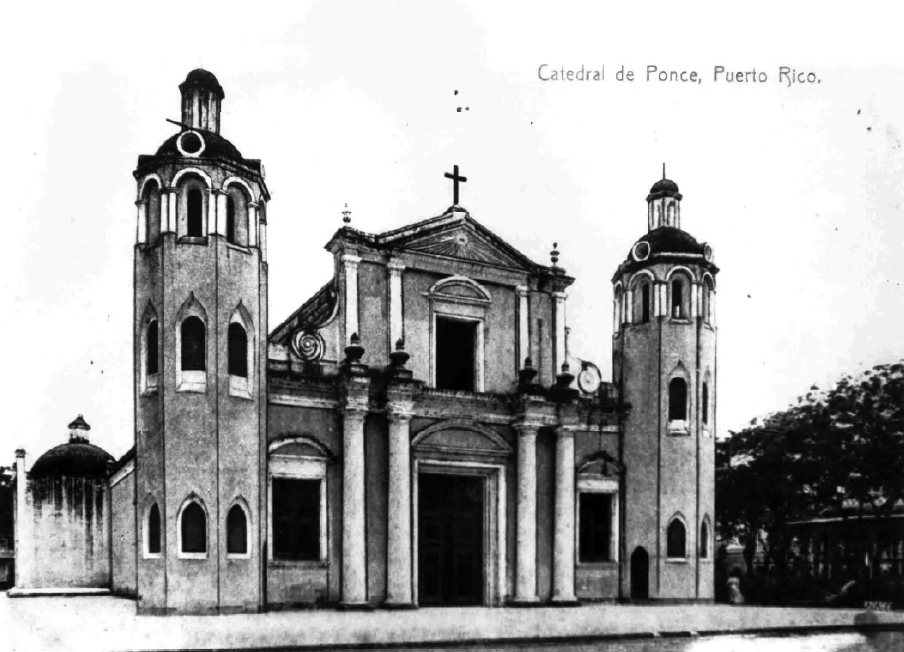
Fachada de la Catedral de Nuestra Señora de Guadalupe (circa 1910) antes del terremoto del 1918.

Los primeros pobladores europeos se establecieron en la región de Ponce a finales del siglo XVI. Para 1587, Fray Iñigo Abad y Lasierra describe un poblado en las cercanías del río Bucaná. Estos pobladores originales comenzaron a dar muestras de unificarse solidariamente como comunidad, al construir en 1670 una modesta iglesia dedicada a la Virgen de Guadalupe subvencionando para esta a un párroco con contribuciones de la comunidad. Este fue el humilde comienzo de lo que después, tras varias transformaciones y procesos eclesiásticos, se convirtió en lo que hoy es la Catedral Nuestra Señora de Guadalupe ubicada en el corazón de la ciudad ponceña. Más adelante Ponce fue fundado formalmente en 1692 por los vecinos que mudaron su asentamiento de las orillas del Río Jacaguas, otro de los primeros lugares en que se dice que Ponce comenzó a tener sus primeros pobladores españoles, al lugar donde actualmente se encuentra la Plaza Las Delicias. En 1877, por orden del Rey de España, se le concede el título de Ciudad.
Mientras el comercio oficial se llevaba con España solo desde el norte de Puerto Rico a través de San Juan, por el sur, en Ponce, se llevaba una intensa actividad de comercio ilegal que fortalecía la economía de la región. El autonomismo a finales del régimen español en Puerto Rico, tuvo en Ponce una de las más grandes figuras protagonistas de este movimiento ideológico político, Román Baldorioty de Castro. Este denunciaba los abusos del gobierno español, lo que le acarreó persecución. El Teatro La Perla sirvió de escenario, no solo para darle vida a la cultura artística teatral de la región, sino que también sirvió para asambleas en las que se tomaron decisiones sociopolíticas importantes para Puerto Rico, tanto a finales del régimen español como a principios del estadounidense.

### Dominación estadounidense

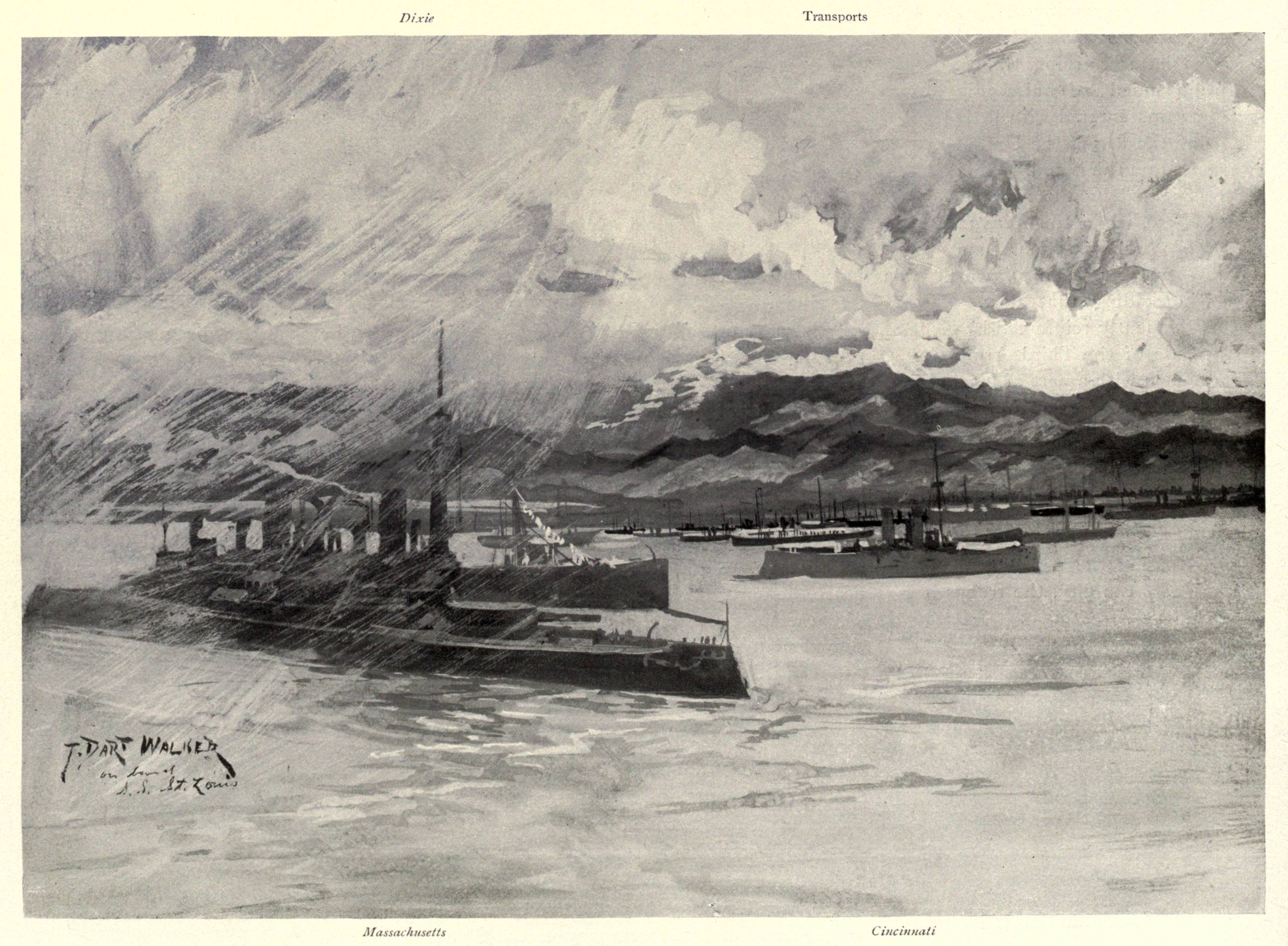
Buques de tropas estadounidenses y el convoy en Playa de Ponce, en 1898, coincidió con un período de estancamiento económico de Ponce.

Finalizando el siglo XIX y a principios del XX se dieron en Ponce varios eventos destacados que marcaron la ciudad para siempre. Un evento fue el conocido fuego del polvorín ocurrido el 25 de enero de 1899 y en el que los valientes bomberos locales no titubearon en arriesgar cárcel y hasta la vida propia para acabar con el mismo y salvar la ciudad y su poblado. A pesar de que el recién llegado régimen militar estadounidense les ordenó a estos bomberos que desistieran de su intento, por ser considerado como algo que sería inútil y muy arriesgado, estos bomberos se lanzaron a controlar el fuego y lo lograron. Como era de esperarse por su desobediencia, al día siguiente se les iba a condenar, pero por el respaldo del pueblo todos fueron absueltos e inclusive fueron declarados héroes. Otro importante evento ocurrió en el año 1937. El 23 de marzo de ese año se realizó una manifestación nacionalista que culminó en una balacera por la policía en que murieron más 17 nacionalistas y precensiantes, incluyendo mujeres y niños. La policía obedeció al mandato del gobernador colonial estadounidense en la isla, Blanton Winship, de acabar con tal manifestación a toda costa. El hecho que dejó al descubierto el ambiente de tensión que vivía Puerto Rico en aquellos años en cuanto a represión contra el sentir político puertorriqueñista y nacionalista. Al evento se le conoce como la Masacre de Ponce. En este contexto se destacó en las siguientes décadas el líder nacionalista ponceño Pedro Albizu Campos (1893-1965) por sus luchas a favor de este ideal desde Ponce para todo Puerto Rico.
Adentrándonos en el siglo XX desde el plano político en los dos partidos de mayoría del país, Ponce dio a Puerto Rico varias figuras cuya actividad alcanzó impactar al país habiendo llegado a la gobernación de Puerto Rico. De estos cabe mencionar a los ponceños Luis A. Ferré (1904 - 2003), defensor del ideal de la estadidad y fundador del Partido Nuevo Progresista (PNP) habiendo sido así durante los finales de la década de los 1960s y comienzos de los 1970s una persona clave para la historia puertorriqueña contemporánea, y al exgobernador Rafael Hernández Colón (1936-) del Partido Popular Democrático (PPD), habiendo gobernado el país durante los 1970s y los 1980s. Con el pasar del tiempo podríamos decir que Ponce ha mantenido en cierta forma su función de ser como la capital socio-política, cultural y económica del sur de Puerto Rico. En ese proceso ha habido momentos brillantes y otros de crisis. Así tenemos que en la política reciente a nivel municipal cabe señalar que la época del fenecido exalcalde ponceño Rafael Cordero Santiago («Churumba»), del PPD, fue una de esas etapas de esplendor de Ponce en los finales del siglo XX. Los últimos alcaldes han sido Francisco «Ico» Zayas Seijo (PPD), María E. (Mayita) Meléndez Altieri (PNP) y Luis Irizarry Pabón (PPD).

## Gobierno y política

### Ejecutivo Municipal
El poder ejecutivo municipal está desempeñado por un alcalde, un vicealcalde y el gabinete de oficinas municipales. Este es elegido por voto popular directo durante las elecciones generales del país para un término de cuatro años sin límite de reelección. El alcalde Grillasca permaneció en el puesto ininterrumpidamente por 16 años. El fenecido alcalde ponceño Rafael Cordero Santiago permaneció en el puesto reelegido de manera ininterrumpida por dieciséis años, pero no pudiendo completar su último cuatrienio debido a su súbito fallecimiento mientras ocupaba el puesto de primer ejecutivo. Fue sucedido para culminar el término por su vicealcaldesa Delis Castillo quien fungió como alcaldesa interina y luego en propiedad ratificada por el Partido Popular Democrático hasta completar el mandato, siendo sucedida por su correligionario de partido, Francisco «Ico» Zayas Seijo. Castillo se convirtió en la primera mujer en estar al mando de la Ciudad Señorial de Ponce en sus más de 300 años.
En las elecciones del 2008, luego de unas acaloradas primarias entre Zayas Seijo y su correligionario Carlos Jirau, quien fungiera como administrador del municipio durante los años de Cordero Santiago y donde resultara vencedor el incumbente Zayas Seijo, el hegemónico Partido Popular Democrático sufre un cisma, surgiendo el Movimiento Autónomo Ponceño al mando de Jirau. Luego de veinte años de hegemonía popular, resulta favorecida la candidata del opositor Partido Nuevo Progresista, María Eloísa Meléndez Altieri, convirtiéndose en la primera alcaldesa electa por la ciudadanía ponceña.
En el 2009, Meléndez Altieri, también conocida como "Mayita", instituyó la reducción de jornada laboral a empleados municipales a razón de 1 día por quincena, alegando que evitaba despedir 700 empleados. Luego, en el 2012, alegó haber enderezado finanzas justo en campaña electoral. Sin embargo,  en el 2014 redujo la jornada laboral a 4 horas diarias.  Esta última reducción ha sido altamente condenada y criticada públicamente bajo alegaciones de selectividad y discrimen políticos. Su administración ha sido, de las de Ponce, la más auditada por la Oficina del Contralor de Puerto Rico, recibiendo varios señalamientos. y ha incrementado el déficit del municipio de 4,4 millones que dejó Zayas Seijo en el 2008 a más de 36 millones, siendo en el 2015 el municipio autónomo con mayor déficit. En verano del 2016 Meléndez Altieri se enfrentó en primarias con su correligionario, Luis "Tato" León y prevaleció. En 2020 Meléndez Altieri se enfrenta nuevamente en primarias, esta vez con Edgar (Eggie) Del Toro Segarra, a quien logra vencer. Sin embargo, en las elecciones de 2020 Meléndez Altieri perdió ante el actual alcalde, Luis Irizarry Pabón (PPD).
Actualmente la posición está de jure vacante por órdenes de la autoridades jurídicas del Territorio al suspender al Sr. Irizarry Pabon el 28 de Febrero de 2024. 

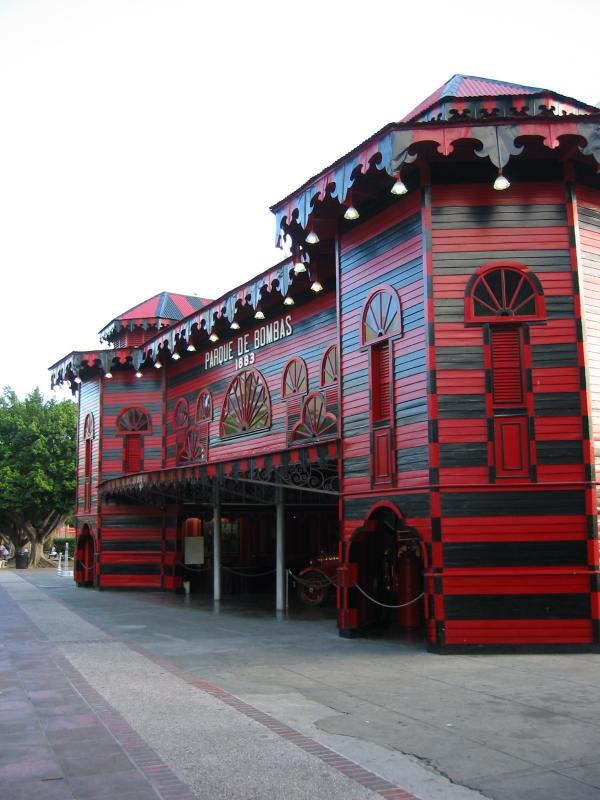
Parque de Bombas

### Legislatura Municipal
La Legislatura Municipal de Ponce es un cuerpo unicameral, el cual ejerce sus funciones legislativas en el Gobierno Municipal de Ponce mediante las facultades conferidas en la Ley de Municipios Autónomos de Puerto Rico, Ley Número 81 del 30 de agosto de 1991. Se compone de dieciséis (16) miembros que son electos por el voto directo de los electores en las elecciones generales, los que se organizan dentro de distintas comisiones permanentes y especiales. La actual legislatura municipal, electa en las elecciones de 2020, se compone de 13 legisladores del Partido Popular Democrático, 2 legisladores del Partido Nuevo Progresista y un legislador del Movimiento Victoria Ciudadana.

## Geografía y urbanismo

Barrios del municipio de Ponce

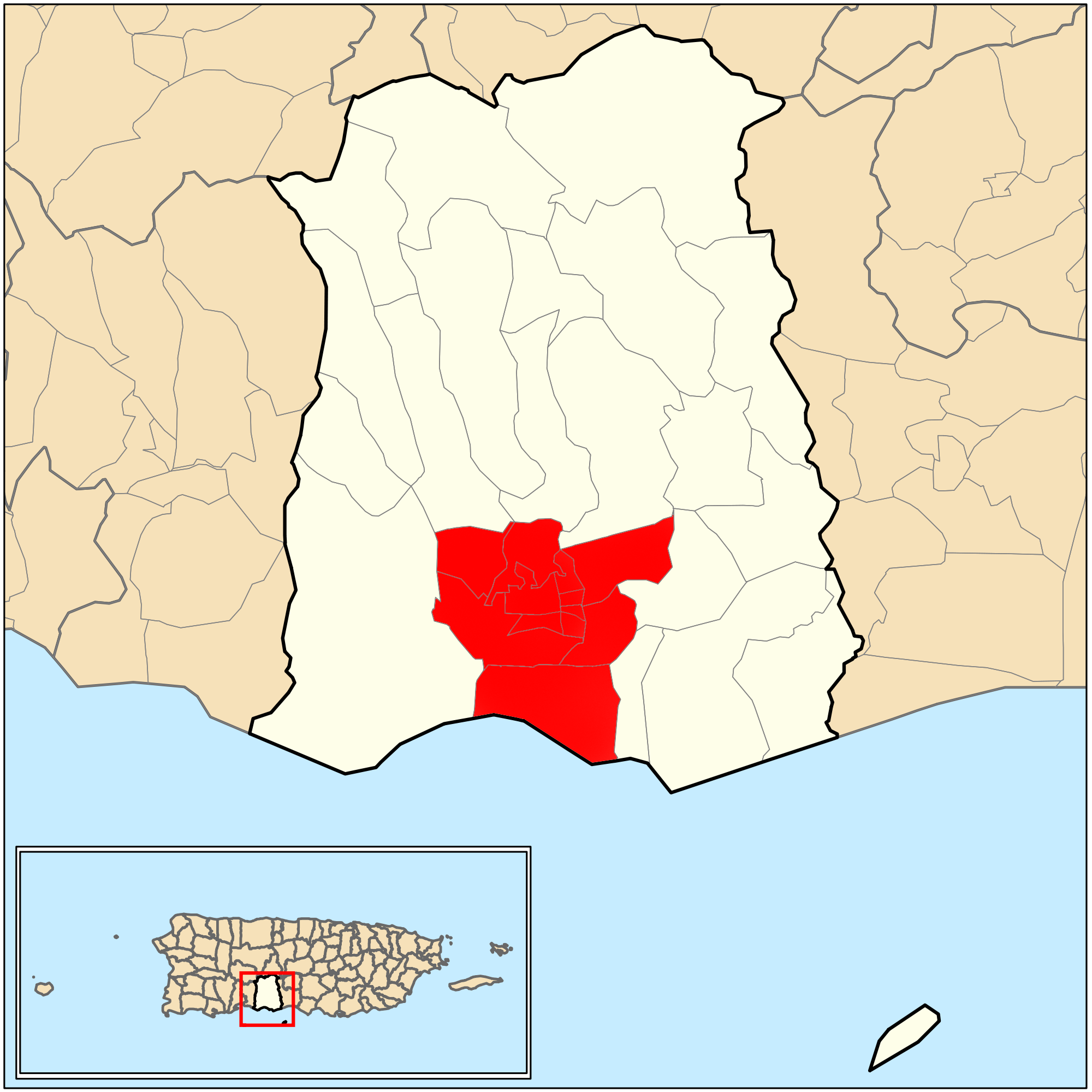
Ciudad de Ponce

La localidad tiene una superficie total de 502 km², de la cual 298 km² corresponden a tierra firme y 204 km² están cubiertos de agua.
Su extraordinaria localización geográfica frente al Mar Caribe y aproximadamente en el centro de la costa sur le han dado a lo largo de sus trescientos años de existencia gran ventaja que lo ha mantenido como el segundo municipio en importancia de la isla.
Su territorio colinda por el oeste con Peñuelas, al noroeste con Adjuntas, al norte con Utuado y Jayuya, y al este con Juana Díaz.

### Barrios
El Municipio de Ponce está compuesto por 31 barrios. De estos, 12 están situados en la ciudad que compone el área urbana y 19 en la zona rural.
- Se divide en los siguientes 19 barrios rurales:

Anón, Bucana, Canas, Capitanejo, Cerrillos, Coto Laurel, Guaraguao, Machuelo Arriba, Machuelo Abajo, Magueyes, Maragüez, Marueno, Montes Llanos, Portugués, Quebrada Limón, Real, Sabanetas, San Patricio, Tibes y Vayas.
- Los barrios de la ciudad de Ponce (área urbana) son:

San Antón, Canas Urbano, Machuelo Abajo, Magueyes Urbano y Portugués Urbano.
Dentro de los barrios de su amplia zona urbana tiene numerosas comunidades y urbanizaciones, entre ellas: Valle Real, Alhambra, Bélgica, Barriada Ferran, Clausells, Constancia, El Vigía, Jardines Fagot, La Rambla, Las Américas, Mariani, Morel Campos, El Madrigal, Jardines del Caribe, Las Delicias, Los Caobos, Villa del Carmen, entre otras.
- La Zona Histórica de Ponce tiene sus orígenes a finales del XVI y se compone de los siguientes barrios:

Primero, Segundo, Tercero, Cuarto, Quinto y Sexto.
Además de su casco histórico, tiene en su costa el barrio Playa con su historia que es tan antigua como la de la ciudad de Ponce en sí. Playa ostenta varias facilidades, incluyendo el Mall Plaza del Caribe y el Paseo Tablado La Guancha.

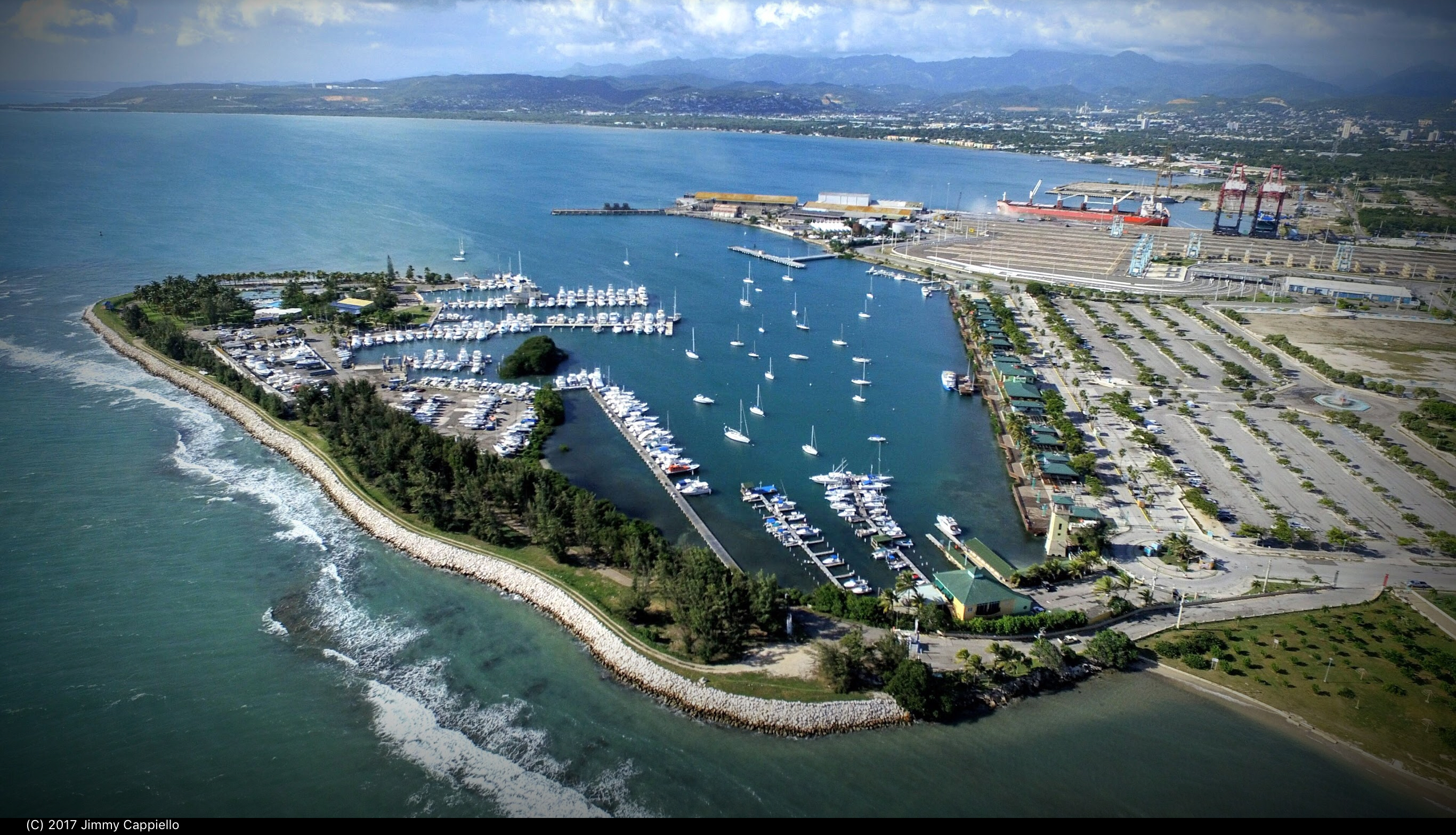
Vista aérea de La Guancha

### Zona Histórica de Ponce

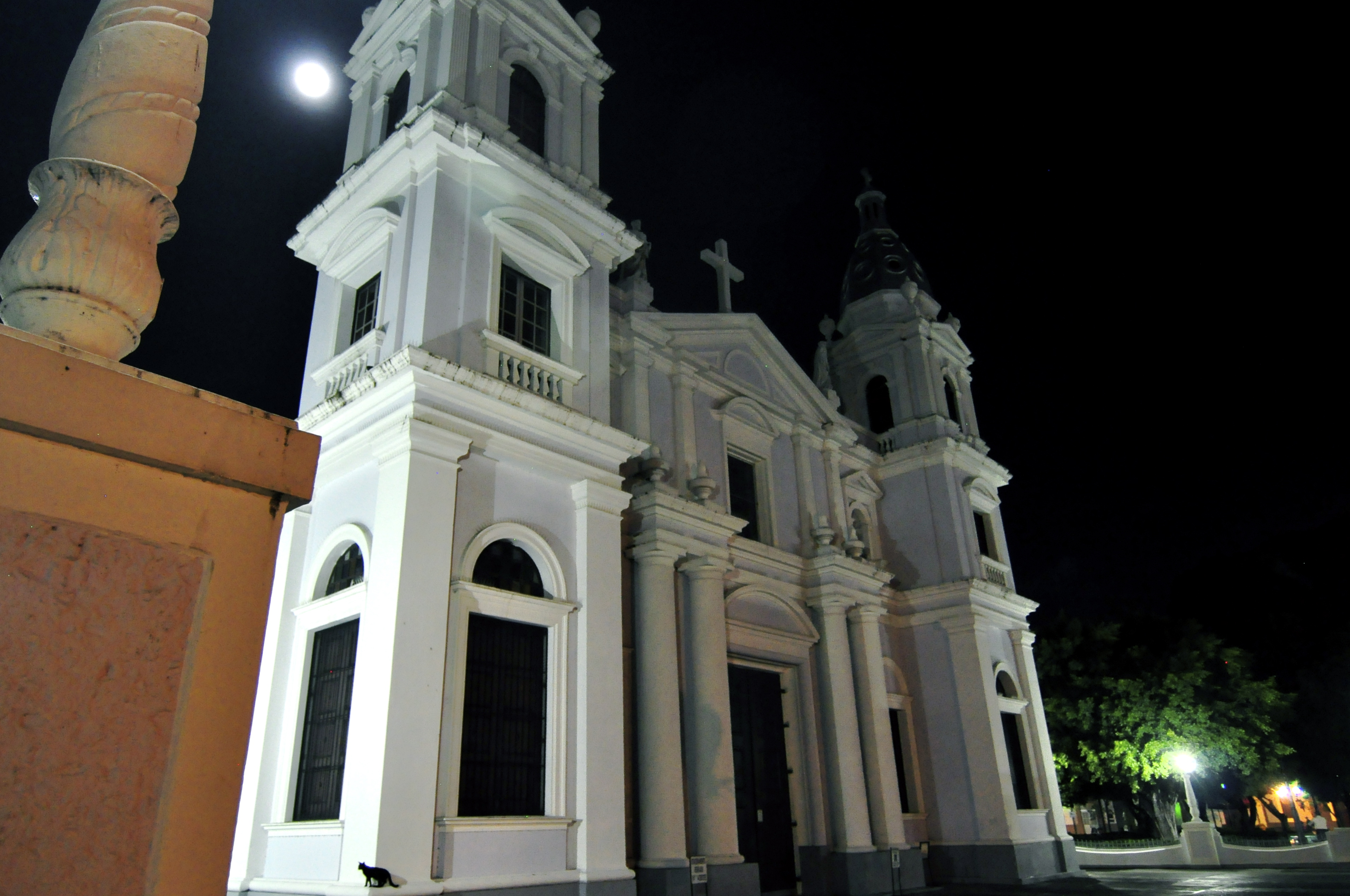
Actual fachada de la Catedral de Ponce, ubicada en el centro de Ponce, en la Plaza Las Delicias

La Zona Histórica de Ponce es el nombre con que se conoce al casco antiguo de Ponce. Está localizado en lo que se denomina «Ponce Pueblo», el centro y el área más antigua de la ciudad.

### Clima
Ponce queda en el Llano Costero del Sur. Por eso tiene una precipitación anual promedio en su costa de 915 mm, en el interior de 1220 mm y al norte ya en la Cordillera Central de sobre 1500 mm. Su temperatura varía igualmente dentro de su amplia geografía. En la ciudad el récord de temperatura máxima es de 100 °F (38 °C) registrada el 21 de agosto de 2003 y la mínima de 51 °F (10,5 °C) fue registrada el 25 de enero de 1993, en la zonas elevadas el récord de temperaturas bajas ronda alrededor de los 40 °F (5 °C).
Varios ríos y quebradas pasan por su zona; la mayoría de curso intermitente. El más importante es el río Portugués que pasa por su zona urbana central. En el pasado ocasionó algunas inundaciones pero ha sido canalizado. Este desagua en el río Bucaná y desembocan juntos al este del puerto de Ponce. El río Cañas (también conocido como río Canas) corre por su lado oeste y lleva las aguas del río Pastillo. El río Cerrillos baja de la cordillera Central y es represado, formando el lago de dicho nombre. Más abajo esta la represa Bronce. Ambos embalses son usados para el riego en la agricultura y para usos domésticos. En su playa esta la Laguna Salinas de agua salada. Su extenso litoral forma bahías y caletas. Numerosos islotes y cayos se localizan frente a él. Los más importantes son: Isla Caja de Muertos, Isla Cardona, Isla Morrillito, Isla de Frío, Isla de Jueyes.
| Parámetros climáticos promedio de Ponce, Puerto Rico | Parámetros climáticos promedio de Ponce, Puerto Rico | Parámetros climáticos promedio de Ponce, Puerto Rico | Parámetros climáticos promedio de Ponce, Puerto Rico | Parámetros climáticos promedio de Ponce, Puerto Rico | Parámetros climáticos promedio de Ponce, Puerto Rico | Parámetros climáticos promedio de Ponce, Puerto Rico | Parámetros climáticos promedio de Ponce, Puerto Rico | Parámetros climáticos promedio de Ponce, Puerto Rico | Parámetros climáticos promedio de Ponce, Puerto Rico | Parámetros climáticos promedio de Ponce, Puerto Rico | Parámetros climáticos promedio de Ponce, Puerto Rico | Parámetros climáticos promedio de Ponce, Puerto Rico | Parámetros climáticos promedio de Ponce, Puerto Rico |
| Mes                                                  | Ene.                                                 | Feb.                                                 | Mar.                                                 | Abr.                                                 | May.                                                 | Jun.                                                 | Jul.                                                 | Ago.                                                 | Sep.                                                 | Oct.                                                 | Nov.                                                 | Dic.                                                 | Anual                                                |
| ---------------------------------------------------- | ---------------------------------------------------- | ---------------------------------------------------- | ---------------------------------------------------- | ---------------------------------------------------- | ---------------------------------------------------- | ---------------------------------------------------- | ---------------------------------------------------- | ---------------------------------------------------- | ---------------------------------------------------- | ---------------------------------------------------- | ---------------------------------------------------- | ---------------------------------------------------- | ---------------------------------------------------- |
| Temp. máx. abs. (°C)                                 | 34                                                   | 36                                                   | 37                                                   | 36                                                   | 37                                                   | 38                                                   | 37                                                   | 38                                                   | 38                                                   | 37                                                   | 36                                                   | 35                                                   | 38                                                   |
| Temp. máx. media (°C)                                | 29                                                   | 30                                                   | 31                                                   | 31                                                   | 32                                                   | 33                                                   | 34                                                   | 33                                                   | 33                                                   | 31                                                   | 30                                                   | 29                                                   | 31.6                                                 |
| Temp. mín. media (°C)                                | 17                                                   | 17                                                   | 18                                                   | 19                                                   | 21                                                   | 23                                                   | 25                                                   | 25                                                   | 24                                                   | 21                                                   | 19                                                   | 18                                                   | 18.5                                                 |
| Temp. mín. abs. (°C)                                 | 10                                                   | 12                                                   | 11                                                   | 14                                                   | 16                                                   | 18                                                   | 18                                                   | 19                                                   | 17                                                   | 16                                                   | 14                                                   | 12                                                   | 10.8                                                 |
| Precipitación total (mm)                             | 40                                                   | 17                                                   | 12                                                   | 94                                                   | 125                                                  | 95                                                   | 66                                                   | 122                                                  | 142                                                  | 129                                                  | 88                                                   | 58                                                   | 986                                                  |
| Fuente: Weather Channel 11 de mayo de 2009           |                                                      |                                                      |                                                      |                                                      |                                                      |                                                      |                                                      |                                                      |                                                      |                                                      |                                                      |                                                      |                                                      |

## Demografía
Según el censo de 2020, en ese momento el municipio tenía una población de 137 491 habitantes. La densidad poblacional era de 461 hab./km². El 19.02% eran blancos, el 4.92% eran afroamericanos, el 0.57% eran amerindios, el 0.11% eran asiáticos, el 0.01% eran isleños del Pacífico, el 23.83% eran de otras razas y el 51.54% eran de una mezcla de razas. Del total de la población, el 99.13% eran hispanos o latinos de cualquier raza.

## Transportes
Debido a su importancia comercial e industrial, Ponce siempre ha sido un centro de transporte para el resto de la isla.

### Aeropuerto
El Aeropuerto Internacional Mercedita se encuentra a 3 millas (4,8 kilómetros) al este de la ciudad de Ponce y maneja tanto vuelos intra-insulares como internacionales.

### Puerto de Ponce
Ponce es el puerto principal de Puerto Rico en el Caribe. El puerto se está expandiendo para convertirlo en un mega puerto, llamado el Puerto de las Américas, que funcionará como un puerto de transbordo internacional. Cuando esté en pleno funcionamiento, se espera que apoyen 100.000 puestos de trabajo.

### Red Vial
Ponce está comunicado con San Juan desde el siglo XIX al construirse la antigua Carretera Central (hoy Carretera # 14, o PR-14), y con las demás ciudades y pueblos del país desde principios de siglo XX al construirse las carreteras hoy numeradas PR-123, PR-135 y la PR-1. Las vías más importantes lo son: la Carretera # 52 (Autopista Luis A. Ferré), en dirección este de Ponce que lo comunica con Caguas y San Juan; la Carretera # 2, en dirección oeste de Ponce que lo comunica con Yauco, Cabo Rojo, Mayagüez y Aguadilla; y la Carretera # 10, en dirección norte de Ponce que lo comunica con el interior de la isla Adjuntas, Utuado y Arecibo.

### Ferrocarril
Véase también: Tranvía de Ponce

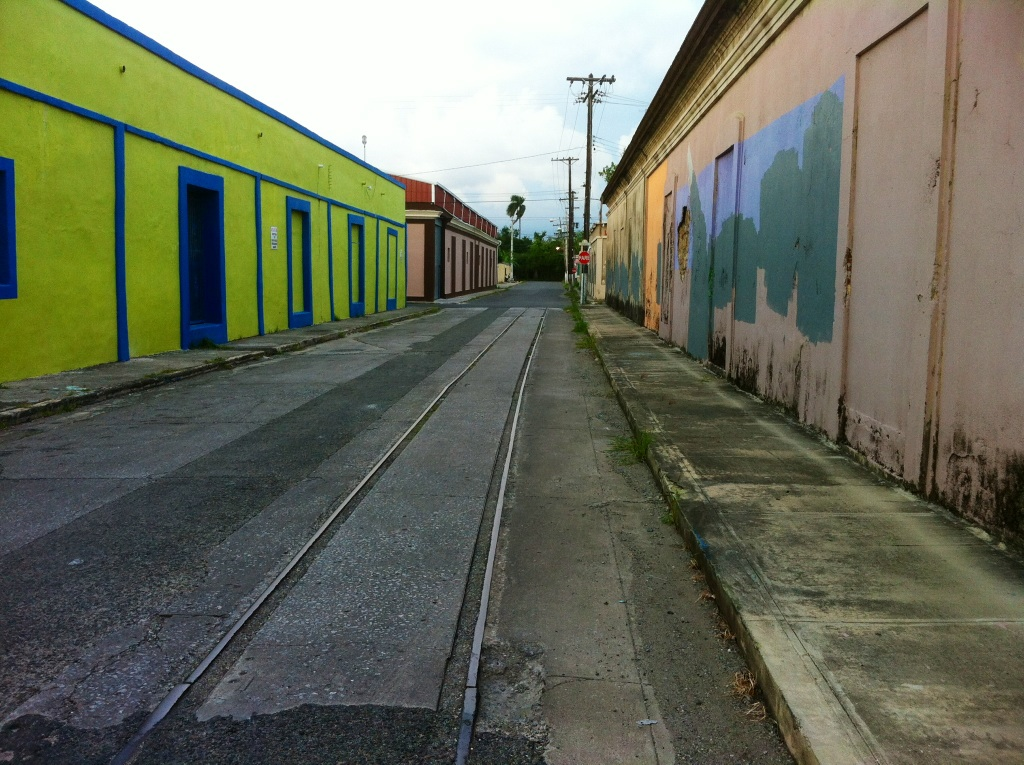
Vías de la desaparecida línea de ferrocarril y tranviaria en la Calle Bonaire (antes Calle Comercio)

Ponce fue hasta la década del 1950 la terminal del antiguo Ferrocarril de Circunvalación (ya desaparecido) y hasta 1990 la terminal del Ferrocarril Ponce y Guayama. En la actualidad solo quedan los restos de esta red ferroviaria en los terrenos de la Refinería Mercedita.
La Ciudad de Ponce además contó con una línea de tranvías de pasajeros y carga entre el casco urbano hasta la importante zona portuaria de Playa y el Puerto de Ponce en su momento de mayor apogeo. La cochera de los tranvías eléctricos fue en Avenida Hostos a una corta distancia al sur de la Avenida Las Américas de hoy. (La estructura sigue en pie hoy en día).

## Economía

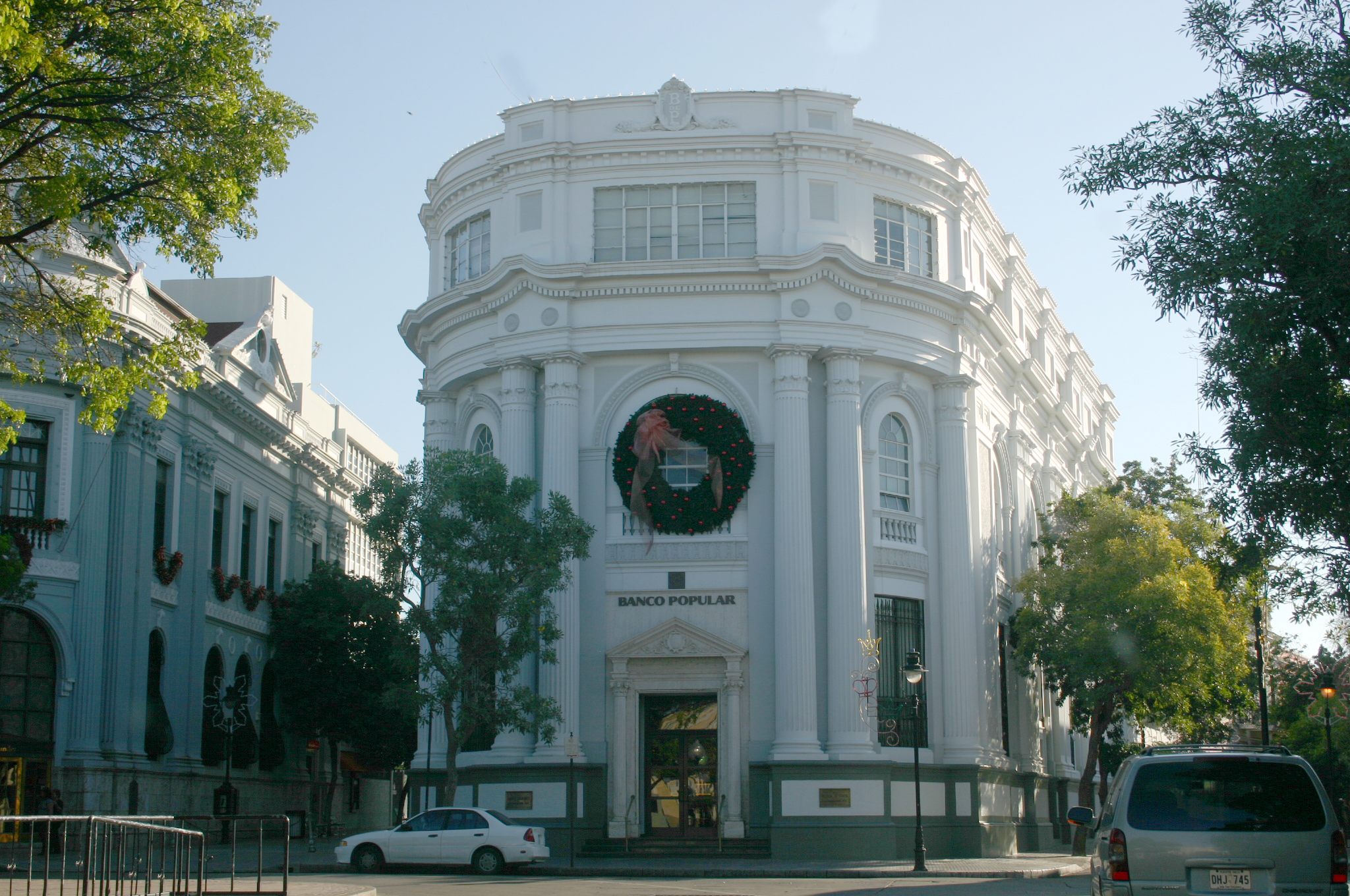
Antes de su fusión con Popular, Inc. en 1991, el Banco de Ponce contaba con la red internacional más extensa de sucursales de todos los bancos de Puerto Rico

Tradicionalmente la economía de la ciudad ha dependido casi exclusivamente de la industria de la caña de azúcar. Desde alrededor de 1950, sin embargo, la economía de la ciudad se ha diversificado y hoy en día su economía gira en torno a una industria mixta del sector manufacturero, comercio y turismo.
La construcción de un mega puerto, previsto para ser completado en 2014[actualizar], se espera que contribuya significativamente a la economía de la zona.
La agricultura, comercio y servicios también son actores importantes en la economía local. Se trata de un comercio agrícola, y un centro de distribución. Las industrias incluyen el turismo, procesamiento de productos agrícolas, destilación de ron, envasado, y el corte del diamante. Los fabricantes incluyen textiles, calzado, cemento, papel, aparatos eléctricos y productos de metal.  La ciudad, sin embargo, tiene una tasa de desempleo que ronda un 15 por ciento.

## Salud
Ponce cuenta con cinco modernos hospitales de los cuales uno es especializado para el tratamiento del cáncer. Los hospitales son:
- Hospital Damas
- Hospital Episcopal San Lucas
- Hospital Oncológico Andrés Grillasca
- Hospital Metropolitano Dr. Pila
- Hospital San Cristóbal

## Patrimonio

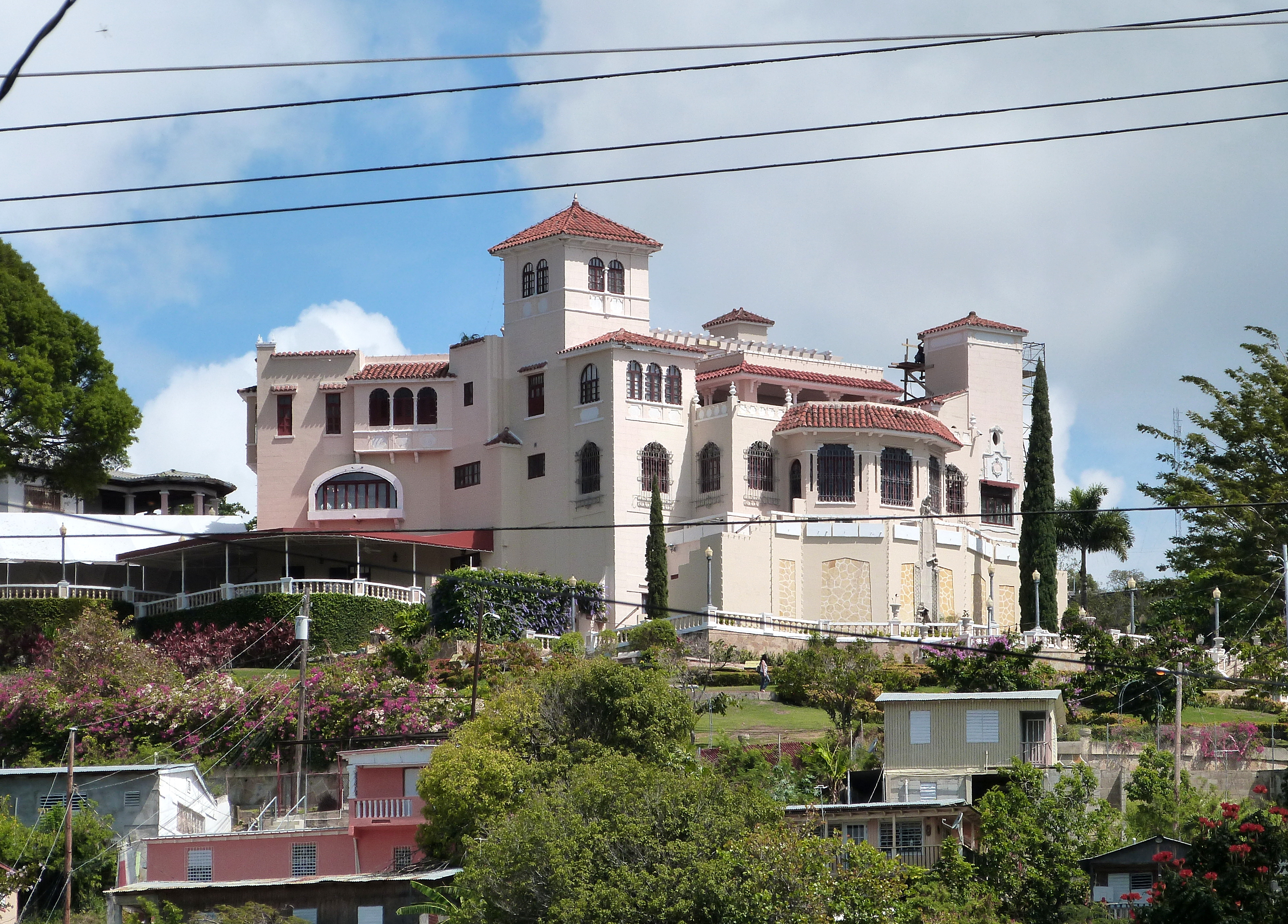
Museo Castillo Serrallés

Ponce es un destino turístico. La cadena de hoteles Holiday Inn Hotels estableció un hotel en Ponce en el 1990. Actualmente, el Aeropuerto Internacional Mercedita provee vuelos diarios a ciudades del oriente de los Estados Unidos. Entre los atractivos turísticos de la ciudad se ubican los museos Parque de Bombas, Museo de la Historia, Museo de la Música, Teatro la Perla, Museo Castillo Serrallés y la arquitectura del siglo XIX que rodea la Plaza Las Delicias el centenario Hotel Meliá. En Ponce se encuentra el Museo de Arte de Ponce, que fue fundado y administrado por el exgobernador Luis A. Ferré.
Entre los atractivos turísticos del municipio de Ponce figuran:
- Catedral Nuestra Señora de la Guadalupe
- Centro Ceremonial Indígena de Tibes
- Centro Español
- Zona Histórica de Ponce
- Cruceta del Vigía
- Casa Armstrong-Poventud
- Museo Hacienda Buena Vista
- Paseo Tablado La Guancha
- Museo Casa Paoli
- Museo de la Historia de Ponce
- Museo de la Masacre de Ponce
- Parque Julio Enrique Monagas
- Parque Luis Antonio "Wito" Morales
- Museo Parque de Bombas
- Panteón Nacional Román Baldorioty de Castro
- Plaza Las Delicias
- Biblioteca Municipal Mariana Suárez de Longo
- Museo de la Arquitectura Ponceña
- Museo de la Música Puertorriqueña
- Parque Urbano Dora Colón Clavell
- Parque de la Abolición de la Esclavitud
- Museo Castillo Serrallés
- Concha Acústica
- Barrio San Antón

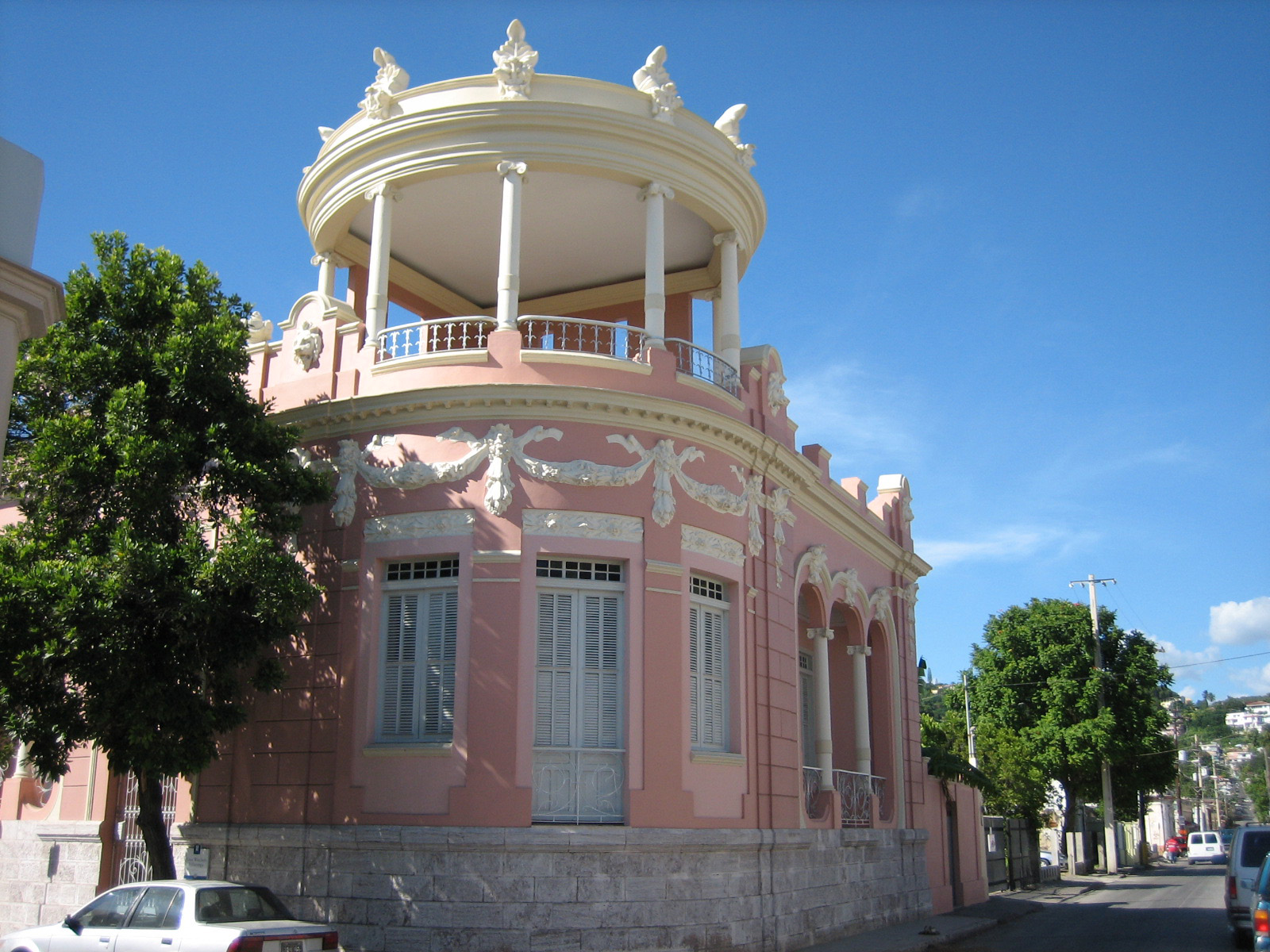
El Museo de la Arquitectura Ponceña, se encuentra en esta residencia (Casa Wiechers-Villaronga) de 100 años de edad en las calles Reina y Méndez Vigo
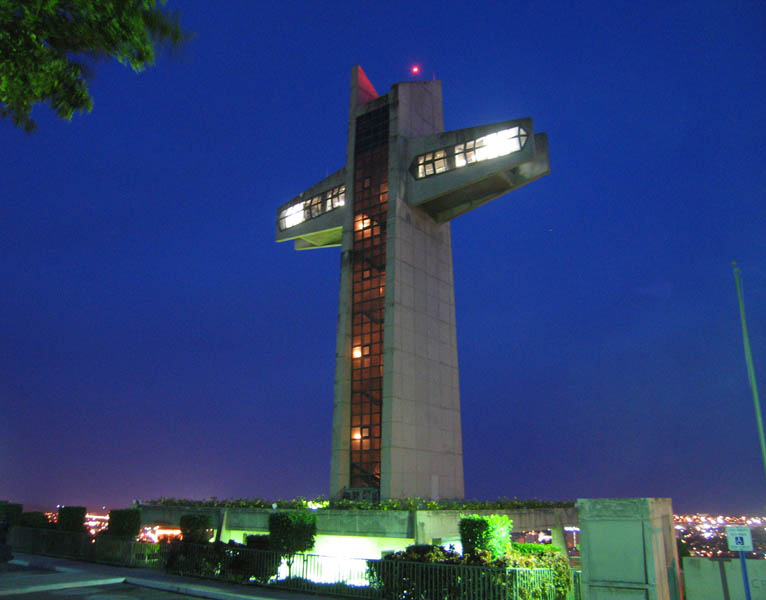
La Cruceta del Vigía alberga un centro turístico en su base, una torre vertical de diez pisos, y un puente aéreo horizontal que tiene vistas panorámicas de la ciudad de Ponce y el mar Caribe
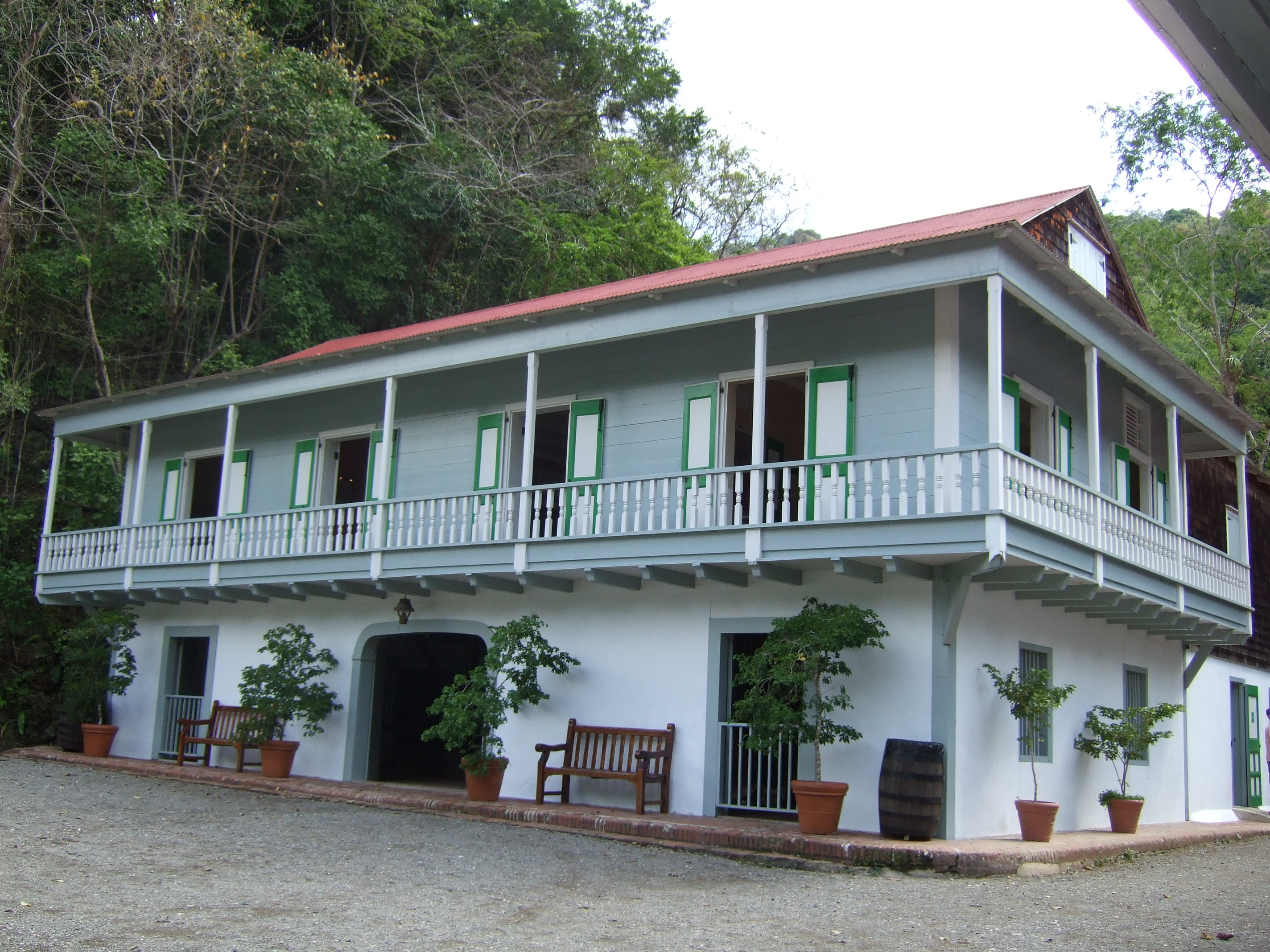
Hacienda Buena Vista - antigua plantación de café de Ponce
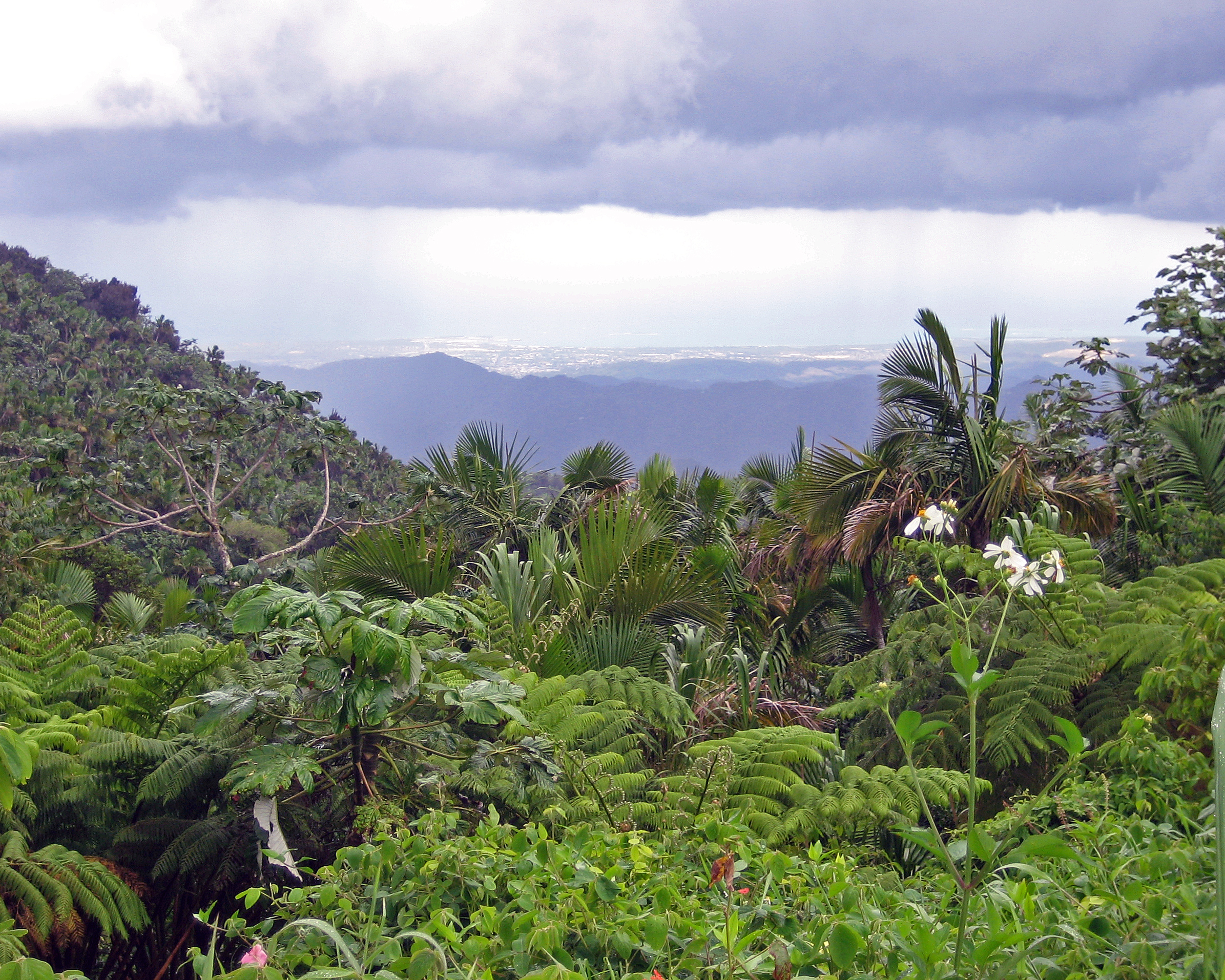
Ponce, vista desde las montañas del municipio de Jayuya

## Carnaval
El Carnaval de Ponce es el más antiguo de la isla de Puerto Rico. Celebró su 157 aniversario en el 2015 con desfile de carrozas, baile de danza, ritmos africanos y El Entierro de la Sardina. Hombres, mujeres y niños bailan ritmos de bomba y plena hasta medianoche en los alrededores de la Plaza Las Delicias. Incluye desfiles, bailes, presentaciones y otras sorpresas. Comienza el miércoles frente a la Casa Alcaldía con el baile de máscaras. El jueves es la entrada del Rey Momo, el viernes es la coronación de la reina infantil y un desfile, el sábado es la coronación de la reina, el domingo es el gran desfile del carnaval, el lunes es el baile de carnaval y el martes es el entierro de la sardina con un gran desfile. El Carnaval de Ponce siempre culmina el martes previo al Miércoles de Cenizas.
Ponce cuenta con varios eventos Carnavaleros tales como: Carnaval de Vejigantes de la Playa de Ponce, Carnaval Comunitario Ponceño, Carnaval Canino de la Playa de Ponce.

## Equipos deportivos
Los equipos profesionales reconocidos de Ponce son:
- Leones de Ponce - Baloncesto masculino
- Leones de Ponce - Béisbol
- Leones de Ponce - Voleibol Masculino
- Leonas de Ponce - Voleibol Femenino
- FC Leones - Fútbol
- Club Atlético River Plate - Fútbol

## Ciudades hermanas
- Zaragoza, España
- Palencia, España
- Temuco, Chile